# Lolo Soldevilla
Loló Soldevilla (1901-1971) fue una pintora, escultora, dibujante y grabadora cubana. Es una de las más importantes representantes de la corriente abstracta geométrica y del cinetismo. Se destacó además por sus loables acciones como promotora del arte cubano.

## Biografía
En el año de 1912 Loló Soldevilla se trasladó junto con su familia a La Habana.
Loló Soldevilla comenzó a pintar en 1948.
En 1949, se trasladó a la ciudad de París donde realizó sus estudios de escultura en la academia Grande Chaumière. En el año de 1950, exhibió sus obras en el Lyceum de La Habana. Y a mediados de 1951, regreso a Francia donde ingresó a un taller de los pintores abstractos Dewasne y Pillet. También durante ese tiempo realizó un curso de técnicas de grabado con Hayter y Cochet.
En 1953, la Galería Arnaud recibió la exhibición conjunta de Loló/Varela. 
Dos años después, expuso una serie de relieves luminosos en la Galería de Realités Nouvelles.
En el año de 1956, regreso a Cuba donde exhibió sus obras en el Palacio de Bellas Artes de La Habana.
Durante el curso 1960 - 1961 se desempeñó como profesora de artes plásticas en la Escuela de Arquitectura de la Universidad de La Habana. Y en 1964 fundó el grupo de pintores Espacio.
Entre sus títulos más famosos se encuentran:
- Ir

- Venir

- Volver a ir

- El farol

- Borbardeo

Tras su fallecimiento se realizó una exposición donde realizaron un análisis de sus obras.